# Centrolene gemmatum
Espèce
Synonymes
- Centrolenella gemmata Flores, 1985

Statut de conservation UICN

 CR B2ab(iii) : 
En danger critique
Centrolene gemmatum est une espèce d'amphibiens de la famille des Centrolenidae.

## Répartition
Cette espèce est endémique de la province de Cotopaxi en Équateur. Elle se rencontre à San Francisco de la Pampas vers 1 800 m d'altitude sur la cordillère Occidentale.

## Description
Les mâles mesurent de 23,3 à 24,2 mm et les femelles de 23,8 à 24,9 mm.

## Publication originale
- Flores, 1985 : A new Centrolenella (Anura) from Ecuador, with comments on nuptial pads and prepollical spines in Centrolenella. Journal of Herpetology, vol. 19, p. 313-320.